# Pueblo gadang
El pueblo gadang se concentra al sureste de Busso, al sureste de la región de Chari-Baguirmi, en Chad. Es una comunidad de unas 7.000 personas sometida a unas duras condiciones de vida. Su sobrevivencia depende de algunos cultivos, el trabajo en el algodón, la caza y la pesca. A finales del siglo XX sus comunidades se asentaban a lo largo del río Chari, en las praderas secas de Chad. Los trabajos etnográficos reportaron carencias en servicios educativos, dificultades en el acceso al agua limpia y a servicios sanitarios mínimos. Los informes señalaban que esta comunidad “a menudo está cansada y hambrienta”.
Están emparentados por razones lingüísticas y culturales con los pueblos que utilizan la lengua baguirmi como el pueblo barma. También con los pueblos boor, sarua y miltu, todos integrantes de la familia de lenguas afroasítaicas, chádicas orientales. Junto con estos pueblos, los gadang se extienden en Chad por la región Chari-Baguirmi, en el departamento de Loug Chari, subprefectura de Bousso, entre Bousso y Miltou, a lo largo del río Chari. En el plano espiritual, además del islam sigue vigente la religión étnica.